# Atyrau Futbol Kluby
FC Atyrau é uma equipe cazaque de futebol com sede em Atyrau. Disputa a primeira divisão do Cazaquistão (Campeonato Cazaque de Futebol).
Seus jogos são mandados no Munayshy Stadium, que possui capacidade para 9.000 espectadores.

## História
O FC Atyrau foi fundado em 1980.